# Marianne Verhaert
Marianne Verhaert (Lier, 25 april 1984) is een Belgisch politica voor Open Vld.

## Levensloop
Van opleiding industrieel ingenieur (Campus De Nayer), werd Verhaert beroepshalve van 2010 tot 2012 landmeter en adviseur grondverwerving bij het waterzuiveringsbedrijf Aquafin. Van 2012 tot 2019 was ze er projectmanager.
Ze was voor de Open Vld van 2013 tot 2018 OCMW-raadslid in haar woonplaats Grobbendonk. Bij de gemeenteraadsverkiezingen van oktober 2018 voerde ze in de gemeente de lijst van de lokale partij GiB (Gemeente in Beweging) aan. De partij werd de grootste met 33 procent van de stemmen en vormde een bestuurscoalitie met N-VA. Hierdoor werd Verhaert in januari 2019 burgemeester van Grobbendonk. Bij de lokale verkiezingen van oktober 2024 behaalde de partij GIB met 48 procent een absolute meerderheid in de gemeenteraad, zodat Verhaert haar ambt van burgemeester kon verlengen.
Bij de federale verkiezingen van 26 mei 2019 stond Verhaert op de tweede plaats van de Open Vld-lijst in de kieskring Antwerpen. Ze werd verkozen in de Kamer van volksvertegenwoordigers met meer dan 11.000 voorkeurstemmen en zetelde er tot in juni 2024. Als Kamerlid werd ze actief in de commissie mobiliteit en overheidsbedrijven en de subcommissie nucleaire veiligheid.
Verhaert kreeg bij de Vlaamse verkiezingen van 9 juni 2024 de tweede plaats op de Antwerpse Open Vld-lijst en werd met ongeveer 10.000 voorkeurstemmen verkozen in het Vlaams Parlement. Ze ging er zetelen in de commissie Wonen, Toerisme, Energie en Klimaat.